# Gordon Thomas (cyclisme)
Pour les articles homonymes, voir Gordon Thomas.
Gordon W. "Tiny" Thomas, né le 18 août 1921 à Shipley et mort le 10 avril 2013 à Peterborough, est un coureur cycliste britannique.

## Biographie
En 1948, aux Jeux olympiques de Londres, il termine 8e de la course sur route, ce qui lui permet de remporter la médaille d'argent au classement par équipes avec Bob Maitland et Ian Scott.
Deux ans plus tard, il devient champion de Grande-Bretagne sur route de la National Cyclists' Union (NCU) puis remporte le Daily Express Tour of Britain en 1953.

## Palmarès
- 1948
  -  Médaillé d'argent de la course par équipes aux Jeux olympiques de Londres (avec Bob Maitland et Ian Scott)
- 1950
  -  Champion de Grande-Bretagne sur route (NCU)
- 1952
  - 13e étape du Daily Express Tour of Britain
- 1953
  - Daily Express Tour of Britain : 
    - Classement général
    - 11e étape